# Cahiers de l'Herne
Cahiers de l'Herne es una célebre colección de monografías editada desde principios de los años 1960's en Francia por la editorial independiente L'Herne y conocida en el mundo entero por su carácter único. 
Un Cahier de L'Herne reúne inéditos del autor a quien está dedicado, así como textos críticos de los más grandes especialistas de su obra, cartas y documentos raros o inéditos.
Su singularidad reside en el rigor intelectual de dichas publicaciones, en la libertad de palabra, la multiplicidad de puntos de vista. Un Cahier de L'Herne no es una hagiografía, sino el espacio de un debate crítico en el que se postulan los cuestionamientos que despierta la vida y la obra del autor a quien está dedicado, y constituye una referencia mayor y perdurable en el estudio de la obra de un autor.
La crítica recibe un Cahier de L'Herne con el mayor interés, por permitir, a menudo, el redescubrimiento de una obra y la actualización de un recurrido intelectual.
Existen en la actualidad 110 números, entre los cuales figuran Cahiers dedicados a escritores como Louis-Ferdinand Céline, Witold Gombrowicz, Franz Kafka, Jean Ray, Isaac Bashevis Singer, Robert Desnos, Marguerite Duras, Sidonie-Gabrielle Colette, Simone de Beauvoir, Thomas Mann, William Burroughs, Albert Camus, Mario Vargas Llosa, Patrick Modiano y a intelectuales como Paul Ricoeur, Jacqes Derrida, Michel Serres, René Girard, Noam Chomsky, Martin Heidegger, Maurice Blanchot y Sigmund Freud.